# 風の中のマリア
『風の中のマリア』（かぜのなかのマリア）は、百田尚樹による日本の小説。オオスズメバチを擬人化し主人公の働き蜂「マリア」の生涯を軸に、蜂の世界を描いた小説である。

## ストーリー
晩夏に生まれたオオスズメバチのマリアは、姉から育てられて羽化をした現在、自らの育った帝国、姉妹や女王蜂のため、恋もせず、必死に戦い続ける。他の生物との関わりの中で、生物は子孫を残すことが目的であり、子孫を残さず、帝国のために働く自らは変わった存在であることを聞くが、それが自らの運命と気にすることはなかった。ある時、オスバチのヴェーヴァルトと出会って恋をするとともに、新たな女王蜂の育成や自らの役割を教えられる。姉との会話の中で妹たちを育てる役目を再認識し、帝国の維持のために邁進する。
そのような中、女王蜂のアストリッドから帝国を築くまでの物語を聞き、新たな女王蜂の育成を告げられる。季節が変わり、虫たちが少なくなり餌不足になる一方、新たな女王蜂の育成のために餌がさらに必要となり、マリアたちはヴェスパやミツバチの巣を襲うことを決める。襲撃の際、エサ場マークフェロモンで3頭以上が集まると行動が一変して殺戮に専念し、ミツバチの巣を占領して幼虫やサナギなど大量のエサを得た。その後、女王蜂が無精卵つまりオスバチの卵を産むことに気づき、ワーカーたちは自らの使命として女王蜂を殺すこととなる。
女王蜂の死により、女王物質の影響が無くなり、ワーカーの中から擬女王蜂となるものが現れ、オスバチの卵を産む。新たな女王蜂やオスバチの育成のため、さらに餌が必要となり、キイロスズメバチの巣を襲ってその幼虫を奪うこととした。キイロスズメバチは、オオスズメバチよりは小型だが、攻撃的で鋭い牙や針を持ち、こちらの被害も多くなることは想定の上だった。多大な犠牲を伴ったが、キイロスズメバチの巣を占領し、大量の餌を手に入れ、マリアたちはオスバチや女王蜂を育て上げることに成功する。マリアは新女王蜂たちに偉大なる女王、アストリッドの物語を語り、新女王蜂の巣立ちを見届ける。そして、マリアたちと同じ遺伝子を引き継いだ新たな帝国ができることとなった。

## 登場キャラクター
マリア
本作の主人公。晩夏に生まれ、30日ほどの短い命を自らを育てた帝国のために捧げる。姉妹や他の生物と関わる中で自らの性や子孫について考えながら、傾きつつある帝国を最後まで支える。
キルステン
マリアより19日早く生まれた姉。ベテランのハンターで最強の戦士と言われていた。別称「雷のキルステン」。
ローラ
マリアより18日早く生まれた姉。マリアの幼虫時代に一番世話をしてくれた。マリアが羽化した際に甘露のもらい方や巣の周辺地形を覚えるオリエンテーション・フライトのやり方を教える。
アンネ＝ゾフィー
マリアより7日早く生まれた姉。ワーカーの中で最も知恵があると言われている。血縁選択説、蜂の性決定システム等について説明する。
ドロテア
マリアより2日早く生まれた姉。気性が荒く戦いの天才。マリアよりも強い最強の戦士となる。
ヒルダ
姉のワーカー。キリギリスとの戦いで翅の一部を失ってから、巣の見張りと巣作りに専念している。
ロッテ
マリアと同日に生まれた姉妹。翅を怪我し、巣作りや幼虫の世話に専念する。新しい女王蜂用の育房室の作成に気づいたり、オスバチを産んだ後の女王蜂殺しを指導したりする。
エルザ
妹のワーカー。羽化後は立派なハンターに育つ。
フローラ
妹のワーカー。気の強い勇敢な性格。後に擬女王バチになる。
アストリッド
マリアたちを産んだオオスズメバチの女王蜂。ワーカーには「偉大なる母」と呼ばれる。体が二回り以上大きく、体重は倍ほどある。
ルチア
北の雑木林を支配するオオスズメバチの女王蜂。その一族はルチアの帝国と表現される。樹液場などをめぐってアストリッドの帝国と争うことがある。
クリームヒルト
アストリッド帝国から生まれた新たな女王蜂。フローヴァルトと交尾をして新たな帝国を築いた。
フリートムント
アストリッドと交尾したオスバチ。
ヴェーヴァルト
ルーネの産んだオオスズメバチのオスバチ。ワーカーが擬女王バチとなって産まれた。マリアが恋をしたオスバチ。
フローヴァルト
ルーネの産んだオオスズメバチのオスバチ。ヴェーヴァルトの弟にあたる。新たな女王バチのクリームヒルトと交尾をした。
セイヨウミツバチ
果実の林の先に設置された巣箱に営巣している。新女王を育てるため餌が多く必要となり、マリアたちに襲われる。
ニホンミツバチ
北の森のケヤキの洞に営巣している。マリアたちの襲来に集団で反撃する。後にセイヨウミツバチに盗蜜されて崩壊する。
キイロスズメバチ
非常に攻撃的なスズメバチ。アストリッド帝国の幼虫たちが大きく育ち、多くの餌が必要となったため、マリアたちに襲撃される。
ベッコウバチ、コガタスズメバチ、クロスズメバチ
オオスズメバチの餌となったハチ。
カマキリ、オニヤンマ
マリアと戦った昆虫。
アオドウガネ、イナゴ、アシダカグモ、スジグロシロチョウ、オンブバッタ
マリアに敗れた昆虫。セリフあり。
ミドリシジミ、チャミノガ、クロヤマアリ
雌雄や性に関する話をして、マリアに性、生きる意味について考えさせるきっかけとなった。
ゴミグモ、カメムシ、シデムシ
台風、ニホンミツバチの蜂球、ニホンミツバチの死の原因をそれぞれ説明。
エゾカギバラバチ
オオスズメバチの寄生虫。イモムシなどの餌の葉に産卵され、体内で孵化する。肉団子の中にあり、オオスズメバチに食べられてから体内で成長し、サナギの頃に急成長する。

## 蜂に関する解説
本作は、ニホンミツバチの蜂球の仕組みを発見したことで知られる小野正人教授、スズメバチ研究家の中村雅雄の監修のもと、オオスズメバチの生態を描写している。本書の解説において、養老孟司は「働き蜂の生態を忠実に追っているから」「シートン動物記の系譜を引いているというべきか」「オオスズメバチの一生が、現在の昆虫学でわかる限りの詳細を含めて、わかってしまうのである」と評している。
主な学術的な解説は以下の通り。
- オオスズメバチの体の構造[2]
- オリエンテーション・フライト（記憶飛行）[3]
- オオスズメバチの性決定システム[4]
- 血縁選択説[5]
- 女王物質というフェロモン[6]
- エサ場マークフェロモン[7]
- オオスズメバチの集団攻撃[8]
- 新たな女王蜂の育成[9]
- 女王蜂殺し（マトリサイド）[10]
- オオスズメバチの寄生虫[11]
- オオスズメバチの巣の終焉[12]
- ニホンミツバチの蜂球[13]
- セイヨウミツバチの盗蜜[14]

## 書誌情報
- 『風の中のマリア』（2009年3月、講談社）ISBN 9784062153645
- 『風の中のマリア』（2011年7月、講談社-講談社文庫）ISBN 9784062769211

## 受賞歴・候補歴
- 候補
  - 第12回大藪春彦賞(2009年度最終選考候補作品)